# Ramazan Özcan
Ramazan Özcan (ur. 28 kwietnia 1984 w Hohenems) – austriacki piłkarz pochodzenia tureckiego grający na pozycji bramkarza.

## Kariera klubowa

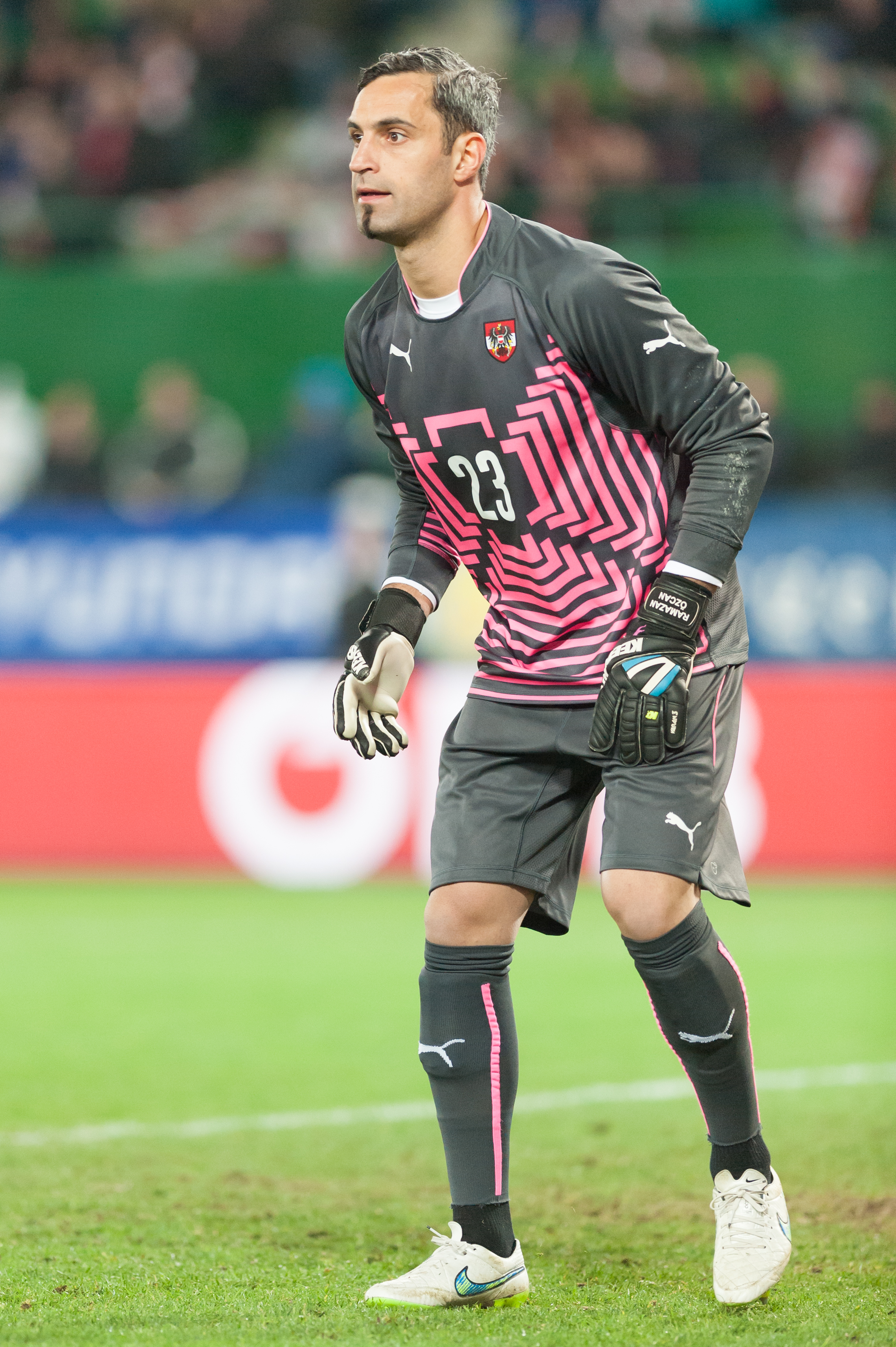
Ramazan Özcan w trakcie meczu towarzyskiego Austria–Bośnia i Hercegowina, rozegranego w Wiedniu 31 marca 2015.

Karierę piłkarską Özcan rozpoczął w amatorskim klubie o nazwie BNZ Voralrberg. W 2003 roku przeszedł do grającej w drugiej lidze austriackiej Austrii Lustenau i stał się jej pierwszym bramkarzem. W 2004 i 2006 roku był z nią bliski awansu do pierwszej ligi, jednak zespół z Lustenau zajmował odpowiednio 2. i 3. pozycję w lidze.
W lipcu 2006 roku golkiper odszedł do Red Bull Salzburg za kwotę 250 tysięcy euro. W zespole prowadzonym przez duet Lothar Matthäus-Giovanni Trapattoni zadebiutował 9 maja w przegranym 2:3 domowym spotkaniu z SV Pasching. Z Red Bullem wywalczył mistrzostwo kraju, ale przez cały sezon musiał uznać wyższość Niemca Timo Ochsa i rozegrał zaledwie dwa spotkania.
W styczniu 2008 roku Özcan został wypożyczony z Salzburga do drugoligowego niemieckiego zespołu, TSG 1899 Hoffenheim. W jego barwach po raz pierwszy wystąpił 1 lutego w spotkaniu z SV Wehen Wiesbaden (2:0). Do końca sezonu był podstawowym zawodnikiem klubu i wywalczył z nim pierwszy historyczny awans do pierwszej ligi niemieckiej. Został wykupiony, by następnie zostać wypożyczonym do Beşiktaşu JK, gdzie zagrał 4 mecze w lidze tureckiej.
Od sezonu 2011/2012 do sezonu 2015/2016 był zawodnikiem FC Ingolstadt 04, a od 2016 występuje w klubie Bayer 04 Leverkusen.

## Kariera reprezentacyjna
W swojej karierze Özcan wystąpił w 24 spotkaniach młodzieżowej reprezentacji Austrii U-21. W 2008 roku został powołany przez selekcjonera pierwszej reprezentacji Josefa Hickersbergera do kadry na Euro 2008, zastępując w niej kontuzjowanego Helge Payera. Był również w składzie reprezentacji Austrii na Euro 2016, ale nie zagrał w żadnym z tych turniejów.